# 内破音

調音方法

気流の妨害度

阻害音
破裂音
破擦音
摩擦音
共鳴音
ふるえ音
はじき音
接近音

気流の通路
中線音
側面音
口蓋帆の状態
口音
口鼻音
鼻音
気流機構
肺臓気流
吸気音
呼気音

非肺臓気流
放出音
入破音
吸着音

▶ 調音部位

内破音（ないはおん、applosive）とは、無開放閉鎖音（むかいほうへいさおん、unreleased stop, no audible release)とも称し、閉鎖音において調音器官を密着させる閉鎖を行った後、それをしばらく持続する子音で、破裂音のような閉鎖のすぐ後の開放が行われないため、音としては聞こえない。いわば、唇、舌先、舌の付け根、または喉で息の流れを止めて音をつまらせる発音である。国際音声記号では同じ調音位置の破裂音の記号の上に [  ̚ ]をつけて、表記する。

## 概要
内破音は晋語・江淮官話の一部・呉語（上海語）・閩南語（台湾語）・客家語・粤語（広東語）などの華南を中心に分布する中国語の諸方言、アイヌ語、朝鮮語、チワン語、ベトナム語、マレー語、インドネシア語、タイ語など、多くの東アジア・東南アジアの言語の音節末子音に典型的にみられる。
英語においても破裂音の後ろに別な破裂音が後続すると、前の破裂音はほとんどの場合に開放されない。音節末子音も開放しないのが普通である。
内破音の k / t / p などの違いは、入りわたりの音の違いとして現れるが、実際には先行する母音の音色も異なるのが普通である。
通常、無声音と有声音の違いは閉鎖の開放から声帯の振動が始まるまでの時間(voice onset time, VOT)によって区別される。したがって開放しない音では両者の区別は存在しないことが多い。しかし、英語では内破音であっても無声音と有声音が区別される。有声音の方が先立つ母音の長さが長く、それに対して子音の長さは無声音の方が長いことによって区別される。
開放していない(unreleased)といっても実際には鼻から開放していることがある。ベトナム語で内破音とされる音は普通は口蓋帆を下げることによって開放され、短い無声の鼻音が現れる。

## 表記法
国際音声記号では同じ調音位置の破裂音の記号の上に [  ̚ ]をつけて、[p̚]（両唇内破音）、 [t̚]（歯茎内破音）、[c̚]（硬口蓋内破音）、[k̚]（軟口蓋内破音） のように表記される。但し、声門の場合は声門破裂音の[ʔ]のまま使われている。
閉鎖の開放の有無を音韻的に区別する言語は知られていない。また、英語のように開放の有無が自由異音として現れる言語もある。このため、厳密表記をする場合を除いてとくに記号をつけない。

## 言語例
- 英語 :　apt [ˈæp̚t], doctor [ˈdɒk̚tər], logged on [ˌlɒɡ̚dˈɒn]
- 上海語：　勿　[vəʔ]　（否定の副詞）（声門破裂音）
- 広東語：　滑　[waːt̚]　'滑りやすい'　'なめらかな'
- 朝鮮語：　탑（塔）　[tʰap̚]　'塔'
- ベトナム語：　khách（客）　[xajk̚]　'客'
- マレー語：　tidak　[tidak̚]　（否定の副詞）
- 中世日本語でも、現代はチまたはツで表記する「今日」「念仏」などの漢語の末尾は、単独で発音する時にはtの内破音であったとする説がある（異論もある）。

## 内破音と入破音
入破音は非肺臓気流音の一種であって、喉頭の引き下げによる内向的気流によって発音される子音であり、内破音とはまったく異なるが、旧くは両者が明確に区別されていなかったために現在でもその痕跡が残っている。
例えば、JIS X 0213の日本語通用名称（参考）で「内破音」と書いてあるものは、この記事にいう内破音ではなく入破音を指す。
また英語の implosive （= in-（内へ） + (ex)plos- (破裂した) + -ive (～する類の（もの）)）という語も、かつては内破音を意味することがあったが、現在では入破音を指す。同じく内破音は applosive （= at- (内で) + (ex)plos- + -ive）と呼ばれ、国際音声記号の用語では「何も聴こえない開放」(no audible release)と呼ばれている。